# パーヴォ・ベルグルンド
パーヴォ・ベルグルンド（Paavo Allan Engelbert Berglund, 1929年4月14日 - 2012年1月25日）は、フィンランドの指揮者。3度の交響曲全集を完成させるなどシベリウスのスペシャリストとして世界的に有名。スウェーデン語風のベルィルンド、ベリルンドといった呼び方もある。エストニア出身の指揮者パーヴォ・ヤルヴィの名親である。

## 略歴
ヘルシンキ出身。1949年にヴァイオリニストとしてフィンランド放送交響楽団に入団。1952年にヘルシンキ室内管弦楽団の創設者に名を連ねる。1962年から1972年までフィンランド放送交響楽団首席指揮者に就任し、1965年にはボーンマス交響楽団とシベリウス生誕100周年記念演奏会を行う。1972年にボーンマス交響楽団首席指揮者に就任後、1975年にヘルシンキ・フィルハーモニー管弦楽団音楽監督に就任している。指揮棒を左手で持つことで有名だった。
2012年1月25日、病気のため死去。82歳没。

## 主要なシベリウス作品の録音
- 交響曲全集（第１回目）：ボーンマス交響楽団（1970・1973〜1977）
- 交響曲全集（第２回目）：ヘルシンキ・フィルハーモニー管弦楽団（1984・1986）
- 交響曲全集（第３回目）：ヨーロッパ室内管弦楽団（1995〜1997）
- クレルヴォ交響曲（第１回目）：ボーンマス交響楽団（1970）
- クレルヴォ交響曲（第２回目）：ヘルシンキ・フィルハーモニー管弦楽団（1985）
- 管弦楽曲集：ボーンマス交響楽団（1970・1972〜1978）
- 管弦楽曲集：フィルハーモニア管弦楽団（1982）
- 管弦楽曲集：ヘルシンキ・フィルハーモニー管弦楽団（1985・1986）
- ヴァイオリン協奏曲：ボーンマス交響楽団、イダ・ヘンデル(ヴァイオリン)（1975）